# USS Harry S. Truman (CVN-75)
USS Harry S. Truman (CVN-75) je letadlová loď Námořnictva Spojených států třídy Nimitz, která působí v aktivní službě od roku 1998. Jedná se o osmou postavenou jednotku této třídy. Loď je pojmenována podle 33. prezidenta USA Harryho S. Trumana. 

## Stavba

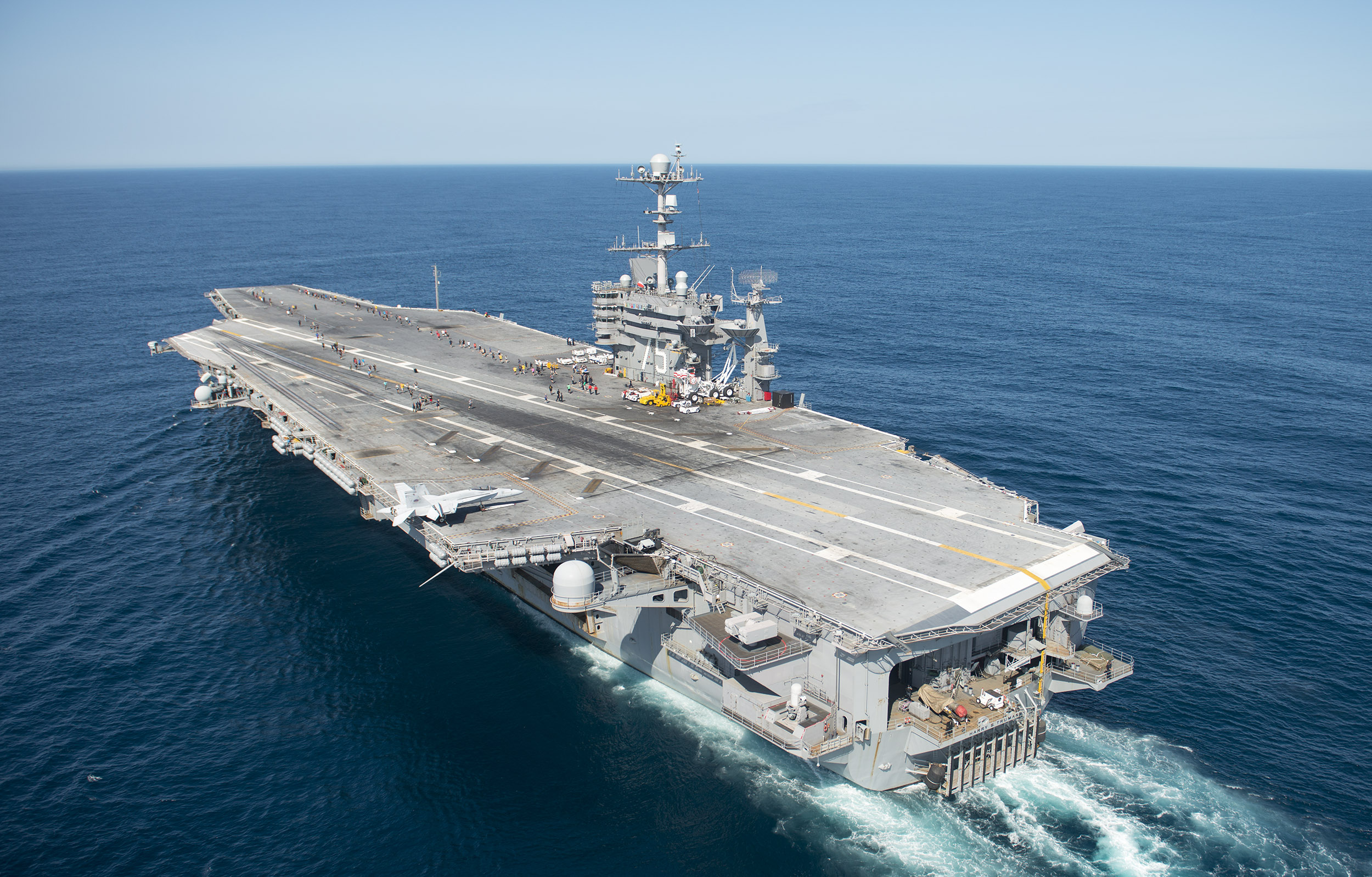
Harry S. Truman v roce 2017

Stavba lodi byla zahájena 29. listopadu 1993 v loděnici Newport News Shipbuilding v Newport News. Původně se měla jmenovat USS United States, avšak název byl v roce 1995 změněn. Ke křtu a spuštění na vodu došlo 7. září 1996, do služby byla zařazena 25. července 1998 na základně Naval Station Norfolk, která je jejím domovským přístavem. V roce 2004 byla přidělena do desáté úderné skupiny jako její vlajková loď.

## Služba

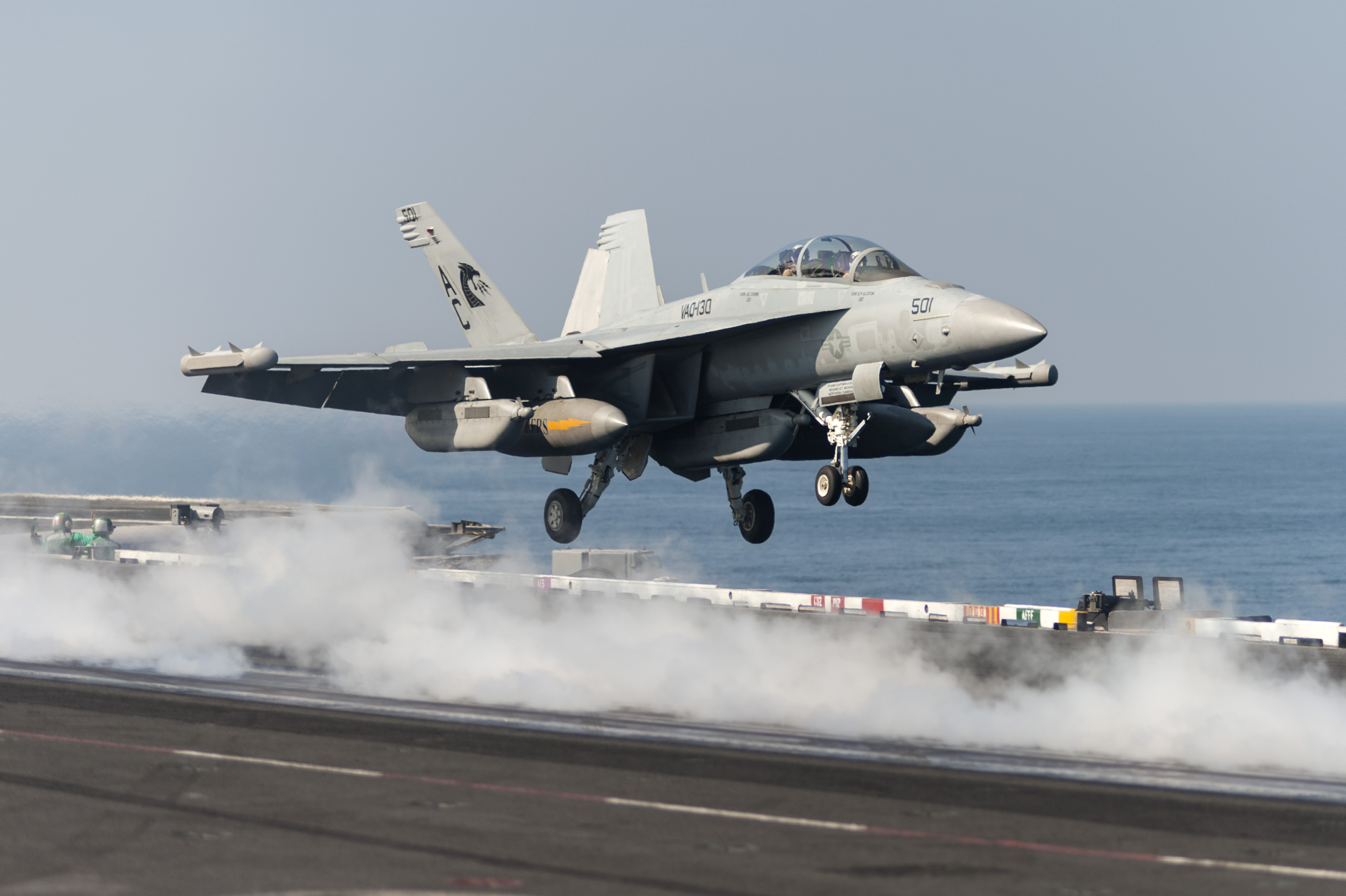
Letoun pro elektronický boj EA-18G Growler při vzletu

Když v sobotu 26. prosince 2015 proplouval Harry S. Truman Hormuzským průlivem, aby se zapojil do náletů proti Islámskému státu, prolétla 1500 yardů (1371,6 m) od letadlové lodě salva neřízených raket, které odpálil jeden ze člunů Íránských revolučních gard. Ty zrovna prováděly v oblasti průlivu cvičení a ostré střelby. Američtí vojenští představitelé označili incident za „zbytečně provokativní a nebezpečný“.
V noci z 12. února 2025, přibližně ve 23.46 místního času (GMT+2), se Harry S. Truman srazil u severního ústí Suezského průplavu s nákladní lodí MV Besiktas-M (IMO 9291365; MMSI 355801000; 29 353 GRT) plující pod panamskou vlajkou. Besiktas-M tou dobou vyplouvala z průplavu a Harry S. Truman měl vypnutý AIS.
Dne 20. února 2025 byl velící důstojník plavidla kapitán Dave Snowden odvolán z důvodu ztráty důvěry námořnictva v jeho velitelské schopnosti. Dne 25. února média informovala, že se letadlová loď po opravě v zátoce Suda opět vydala na moře.
Dne 28. dubna 2025 byl ztracen F/A-18E Super Hornet perutě VFA-136 „Nighthawks“, který spadl z paluby do moře při ostrém úhybném obratu letadlové lodě.